# Ugnssmyg
Ugnssmyg (Thermobia domestica) är en insektsart som först beskrevs av Alpheus Spring Packard 1873.  Ugnssmyg ingår i släktet Thermobia och familjen silverborstsvansar. Arten är reproducerande i Sverige. Inga underarter finns listade i Catalogue of Life.

## Bildgalleri

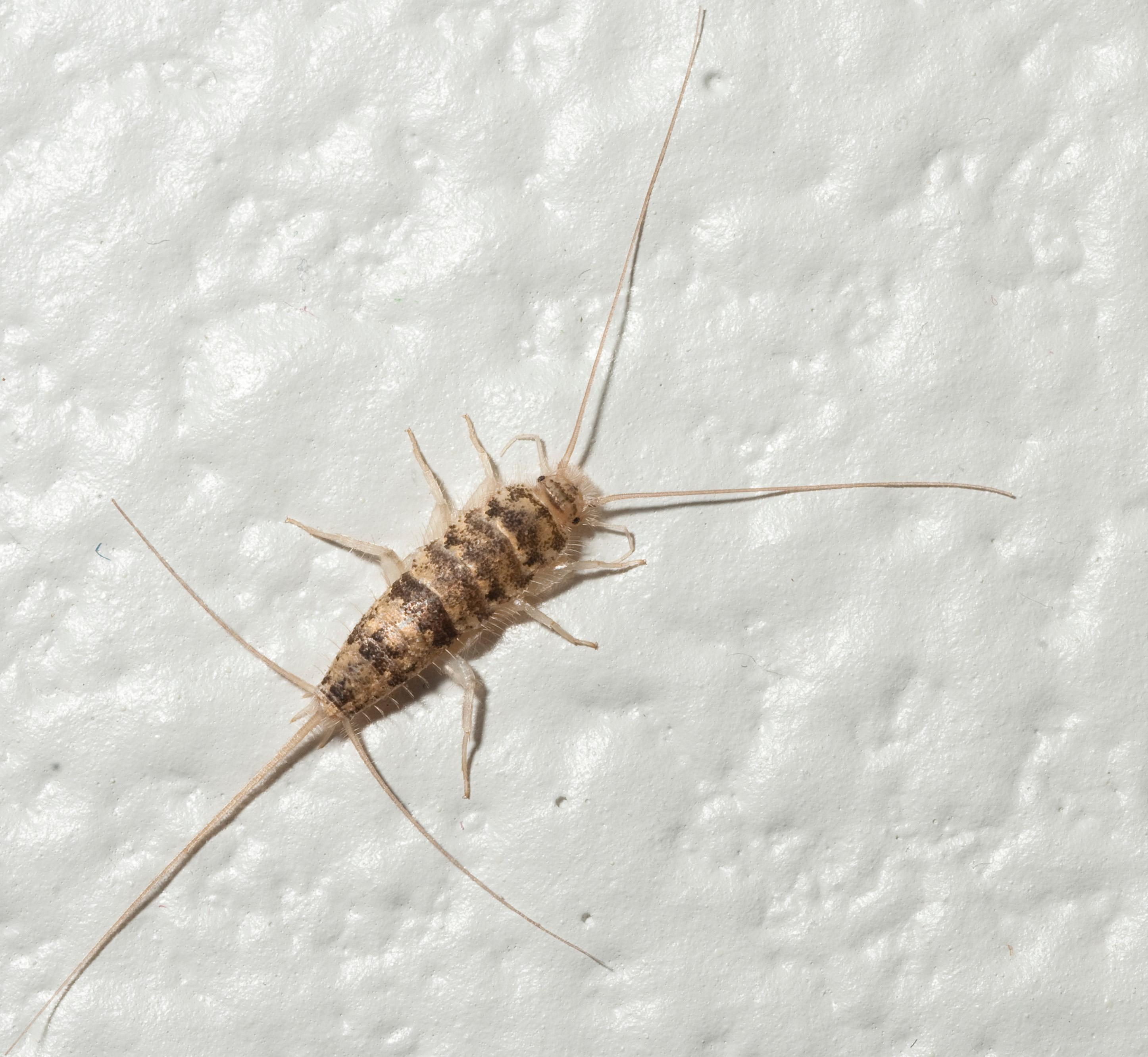
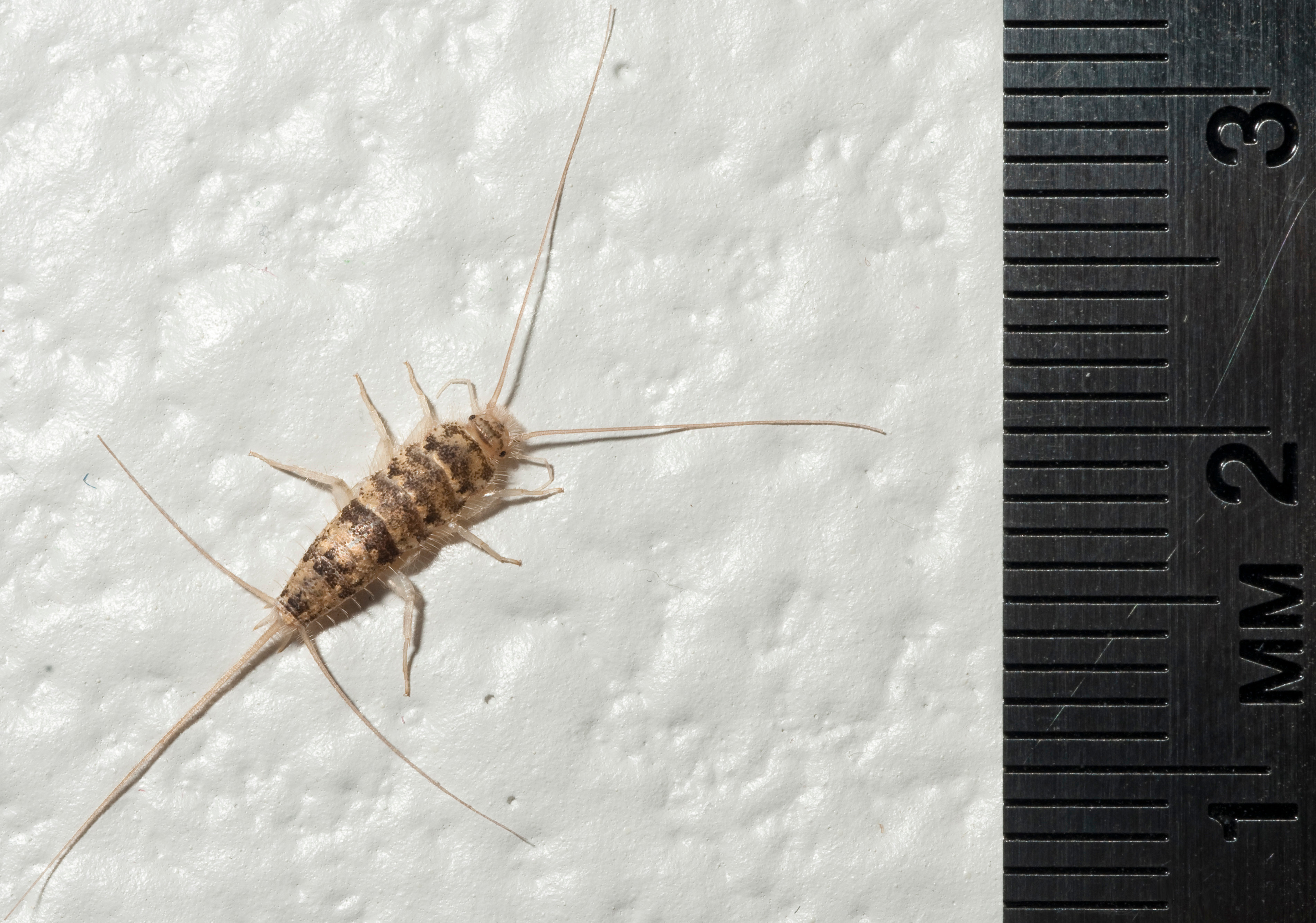
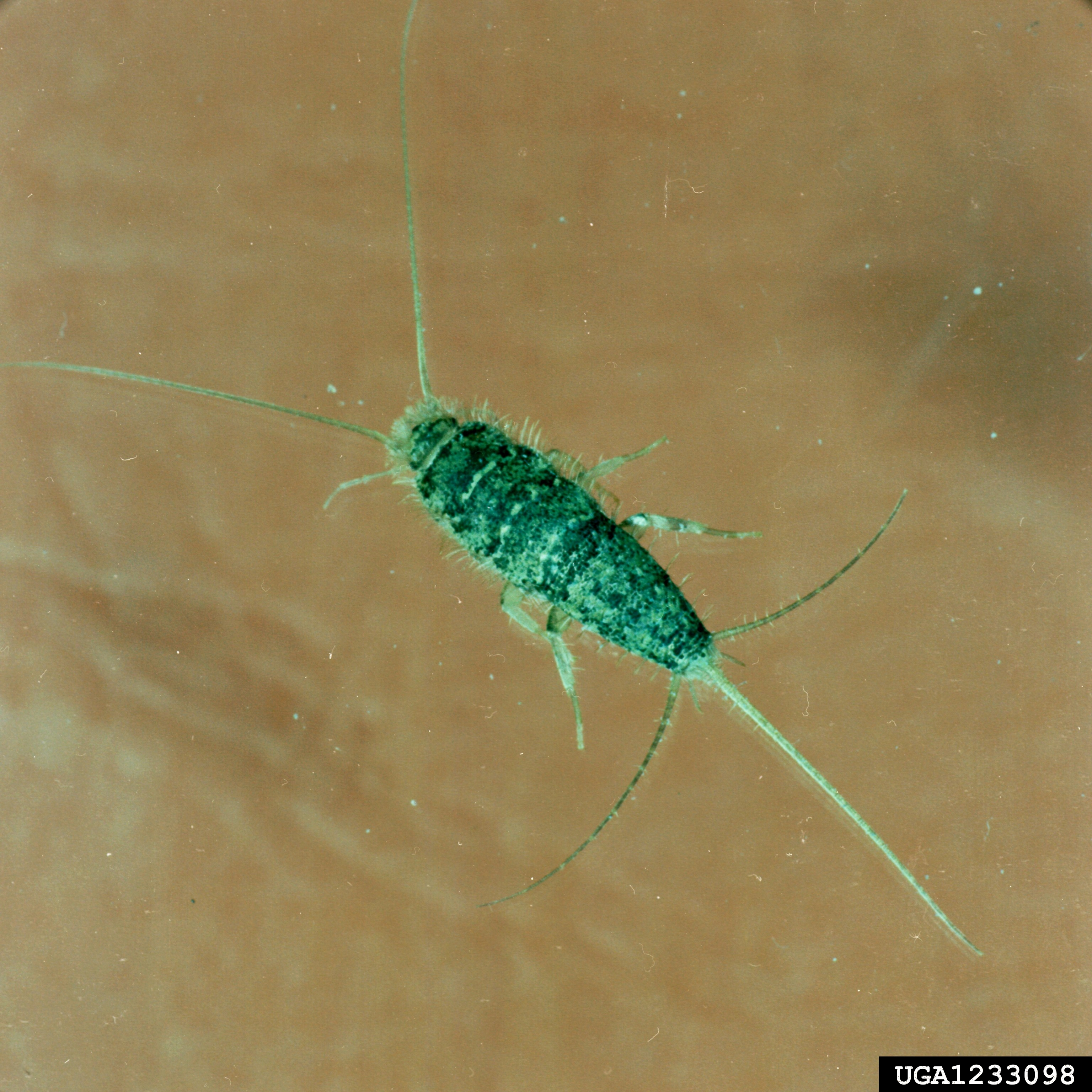